# ديفيد جاكسون (ملاكم أوغندي)
ديفيد جاكسون (بالإنجليزية: David Jackson)‏ (2 أكتوبر 1949 - ) هو ملاكم أوغندي. شارك في الألعاب الأولمبية الصيفية 1972 والألعاب الأولمبية الصيفية 1968.

## وصلات خارجية
- ديفيد جاكسون على موقع اللجنة الأولمبية الدولية (الإنجليزية)
- ديفيد جاكسون على موقع أوليمبيديا (الإنجليزية)